# Victor Gauntlett (Tennisspieler)
Victor Reginald Gauntlett (* 1884 in London Borough of Lewisham, England; † 12. Februar 1949 in Witbank) war ein südafrikanischer Tennisspieler.

## Biografie
Gauntlett nahm 1908 am Tenniswettbewerb der Olympischen Sommerspiele in London teil. Im Einzel unterlag er direkt zum Auftakt dem späteren Olympiasieger Josiah Ritchie glatt in drei Sätzen. Ritchie gab im Turnierverlauf ohnehin nur einen Satz ab. Im Doppel trat er zusammen mit seinem Landsmann Harold Kitson an. Zusammen zogen sie bis ins Viertelfinale ein, wo sie Clement Cazalet und Charles Dixon in fünf Sätzen unterlagen. Cazalet/Dixon gewann später Bronze.
Gauntlett nahm sonst nicht an vielen Turnieren teil. Zu seinem größten Erfolg gehört unter anderem der Finaleinzug bei den South African Open, wo er gegen Kitson in fünf Sätzen verlor. In Wimbledon nahm er 1908 und 1913 teil. 1913 zog er in die dritte Runde ein, 1908 verlor er zum Auftakt, zog in der anschließenden Trostrunde aber ins Finale ein, wo er Oliver Kreuzer unterlag. 1913 spielte er für die südafrikanische Davis-Cup-Mannschaft bei deren erster Teilnahme am Davis Cup 1913. Sie schieden in der ersten Runde gegen Kanada aus. Gauntlett gewann den einzigen Punkt für sein Team im Einzel, aber verlor im Doppel.